# Palacio de la Paz
El Palacio de la Paz (en neerlandés: Vredespaleis) es un edificio situado en La Haya, Países Bajos. A menudo se llama la sede del derecho internacional, ya que en él se encuentran la Corte Internacional de Justicia, la Corte Permanente de Arbitraje, la Academia de Derecho Internacional y la Biblioteca del Palacio de la Paz.
Además de organizar estas instituciones, el Palacio es también un lugar habitual para eventos especiales en la política internacional y el derecho.

## Concepción
La idea del Palacio comenzó a partir de una discusión en 1900 entre el diplomático ruso Friedrich Martens y diplomático de los EE. UU. Andrew White, en proveer un hogar para la Corte Permanente de Arbitraje (CPA), que se estableció a través de las primeras Conferencia de la Paz de La Haya en 1899. White en contacto con su amigo el filántropo escocés Andrew Carnegie le habló acerca de esta idea. Carnegie tenía sus reservas, al principio sólo estaba interesado en donar dinero para la creación de una Biblioteca de Derecho Internacional.  sin embargo, White fue capaz de convencer a Carnegie, y en 1903 Carnegie acordó en donar los 1,5 millones de dólares, necesarios para un "templo de la Paz" que albergaría a la CPA, así como dotarlo de una biblioteca de derecho internacional.
En un primer momento Carnegie simplemente quería donar el dinero directamente a la reina Guillermina de los Países Bajos para la construcción del palacio, pero los problemas legales prohibieron esto, y en noviembre de 1903, la "Carnegie Foundation"  fue fundada para gestionar la construcción, la propiedad y el mantenimiento del Palacio. Esta fundación es todavía responsable de estos temas en la actualidad.

## Construcción
Para encontrar un diseño adecuado, la "Carnegie Foundation" realizó un concurso público internacional. El diseño ganador, de estilo neorrenacentista, fue presentado por el arquitecto francés Louis M. Cordonnier. Para construir dentro del presupuesto, Cordonnier y su socio holandés Van der Steur ajustaron el diseño. El palacio tenía inicialmente dos campanarios grandes en el frente y dos pequeños en la parte posterior. En el edificio definitivo solo se mantuvieron dos torres, una grande y una pequeña . Además de ahorrar dinero, la biblioteca independiente en la construcción del diseño ganador fue incorporada en el propio Palacio. Thomas Hayton Mawson diseñó los jardines. Debido a las limitaciones presupuestarias, también tuvo que descartar el diseño de elementos de fuentes y esculturas.
El palacio está lleno de muchos regalos de las diferentes naciones que asistieron a la Segunda Conferencia de la Paz de La Haya como una señal de su apoyo. Entre los regalos están: un florero de Rusia, las puertas de Bélgica, mármol de Italia, una fuente de Dinamarca, alfombras de pared de Japón, el reloj de la torre del reloj de Suiza, Alfombras Persas de Irán y la madera de Indonesia y Estados Unidos. El palacio también incluye una serie de estatuas, bustos y retratos de los partidarios de la paz destacados de todo el mundo y de todas las épocas.
En 1907 se colocó simbólicamente la primera piedra durante la Segunda Conferencia de la Paz de La Haya. La construcción se inició unos meses más tarde y se completó con una ceremonia de inauguración el 28 de agosto de 1913, a la que asistieron, entre otros, Andrew Carnegie. En 1999, un llama de la paz eterna se instaló frente a sus puertas.
En 2007, la reina Beatriz abrió el nuevo edificio de la Biblioteca del Palacio de la Paz de Derecho Internacional, que alberga todo el catálogo de la biblioteca, una sala de conferencias y una nueva sala de lectura en el puente hacia el edificio principal del Palacio de la Paz.

## Ocupantes
El Palacio de la Paz ha sido ocupado en diferentes momentos por una serie de organizaciones:
- La Corte Permanente de Arbitraje (desde 1913) El ocupante original para que el Palacio de la Paz fue construido. Desde 1901 hasta la apertura del Palacio en 1913, la Corte Permanente de Arbitraje fue ubicado en la calle Prinsengracht 71 en La Haya.
- Biblioteca de Palacio de la Paz de Derecho Internacional (desde 1913). Siendo la visión original de la Carnegie, la biblioteca creció rápidamente para albergar a la mejor colección de derecho internacional.
- La Academia de Derecho Internacional (desde 1923). Fundada en 1914, fuertemente defendida por Tobias Asser. Los fondos para la Academia venían de otro proyecto de paz por Andrew Carnegie, es decir, la Fundación Carnegie para la Paz Internacional, establecida en 1910.
- El Carnegie Stichting (desde 1913).
- Corte Permanente de Justicia Internacional (1922-1946). En 1922, la Corte Permanente de Justicia Internacional de la Sociedad de Naciones se añadió a los ocupantes. Esto significaba que la Biblioteca se vio obligada a trasladarse a un edificio anexo y la Corte Permanente de Arbitraje fue trasladada a la parte frontal izquierda del edificio. Este Tribunal fue seguido por la;
- Corte Internacional de Justicia (desde 1946). En 1946, con el nacimiento de la Naciones Unidas, la Corte Internacional de Justicia se estableció como su principal órgano judicial.

Otros tribunales internacionales en La Haya, como el Tribunal de Reclamaciones Irán-Estados Unidos, el Tribunal Penal Internacional para la ex Yugoslavia y la Corte Penal Internacional son organizaciones separadas, situadas en otro lugar en La Haya.